# Basilique de la Visitation de Wambierzyce
Cette  basilique n’est pas la seule basilique de la Visitation.
La basilique de la Visitation-de-la-Vierge-Marie (en polonais : Sanktuarium Wambierzyckiej Królowej Rodzin Patronki Ziemi Kłodzkiej, en allemand : Wallfahrtskirche Albendorf) est une basilique baroque qui est située à Wambierzyce, à côté de Radków, dans le district de Kłodzko. Elle a été construite entre 1715 et 1723. En 1936, le pape Pie XI lui a attribué le titre de basilique mineure. Le 2 janvier 1950, le bâtiment a été enregistré comme monument historique.

## Historique
La basilique actuelle est située sur une colline, où au XIIe siècle, une statuette de la Vierge Marie a été placée dans une cavité d’arbre. D’après la chronique, un aveugle, Jan de Raszewo, a retrouvé la vue à cet endroit en 1218. Après cet événement, le village de Wambierzyce est devenu un lieu de pèlerinage. Un peu plus tard, on a placé un autel sous cet arbre, puis, on a mis un chandelier et les fonts baptismaux des deux côtés. En 1263, on a construit une église en bois au sommet de la colline.

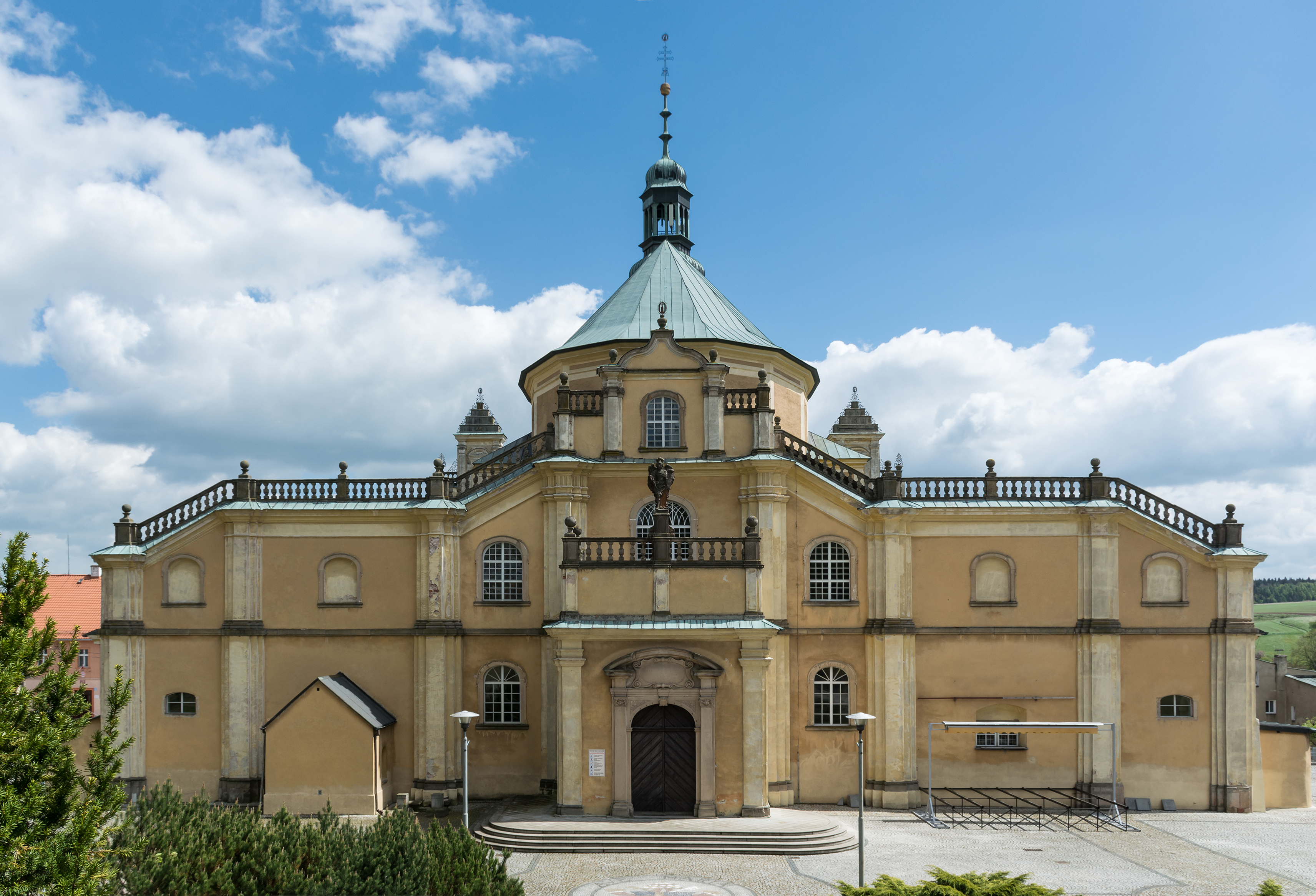
Vue de l’ouest de la basilique.

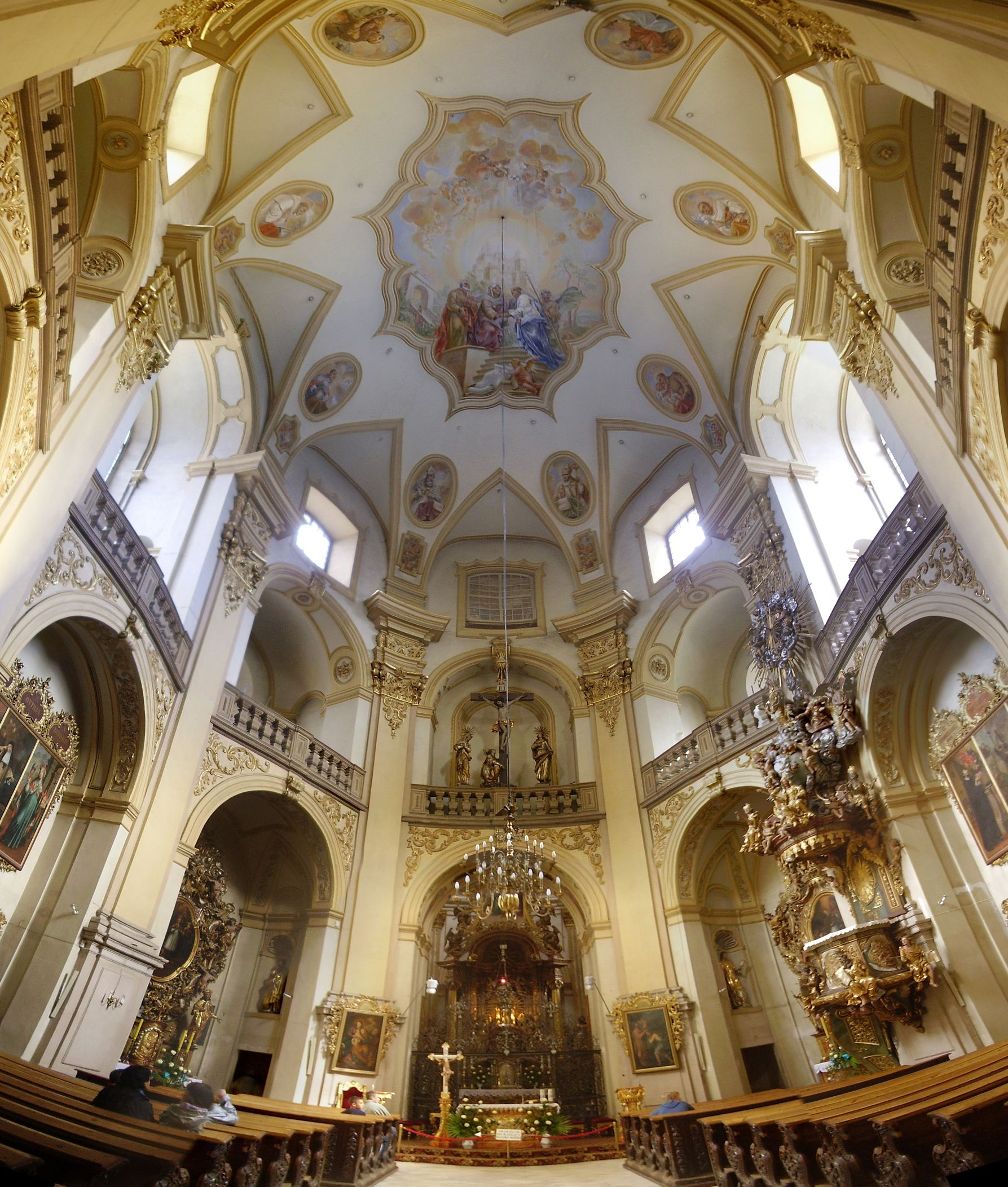
L’intérieur de la basilique.

En 1512, Ludwik von Panwitz a créé une église plus grande, faite de brique. Cependant, elle a été détruite lors de la guerre de Trente Ans. Entre 1695 et 1711, on a construit la nouvelle église sur décision de Daniel von Osterberg, propriétaire du village et fondateur de l'idée d'agrandir le sanctuaire marial. Cependant le bâtiment a rapidement commencé à s’effondrer et il a été démantelé en 1714. Entre 1715 et 1723, le comte Franciszek Antoni von Goetzen a créé l’église qui a survécu jusqu'à nos jours. 
En 1936, le pape Pie XI a donné le titre de basilique mineure à l’église. Le 17 août 1980, le cardinal Stefan Wyszyński a couronné la statuette de la Vierge Marie en lui donnant le titre de "Reine de la Famille de Wambierzyce". 
À partir du 25 juin 2007, les franciscains de la province de Sainte-Edwige ont servi la paroisse de Wambierzyce. Damian Franciszek Stachowicz, O.F.M., était le premier custode de l’église, et à partir du 6 juillet 2009, c’est Albert Ireneusz Krzywański, O.F.M., qui remplit cette fonction. 

## Aménagement

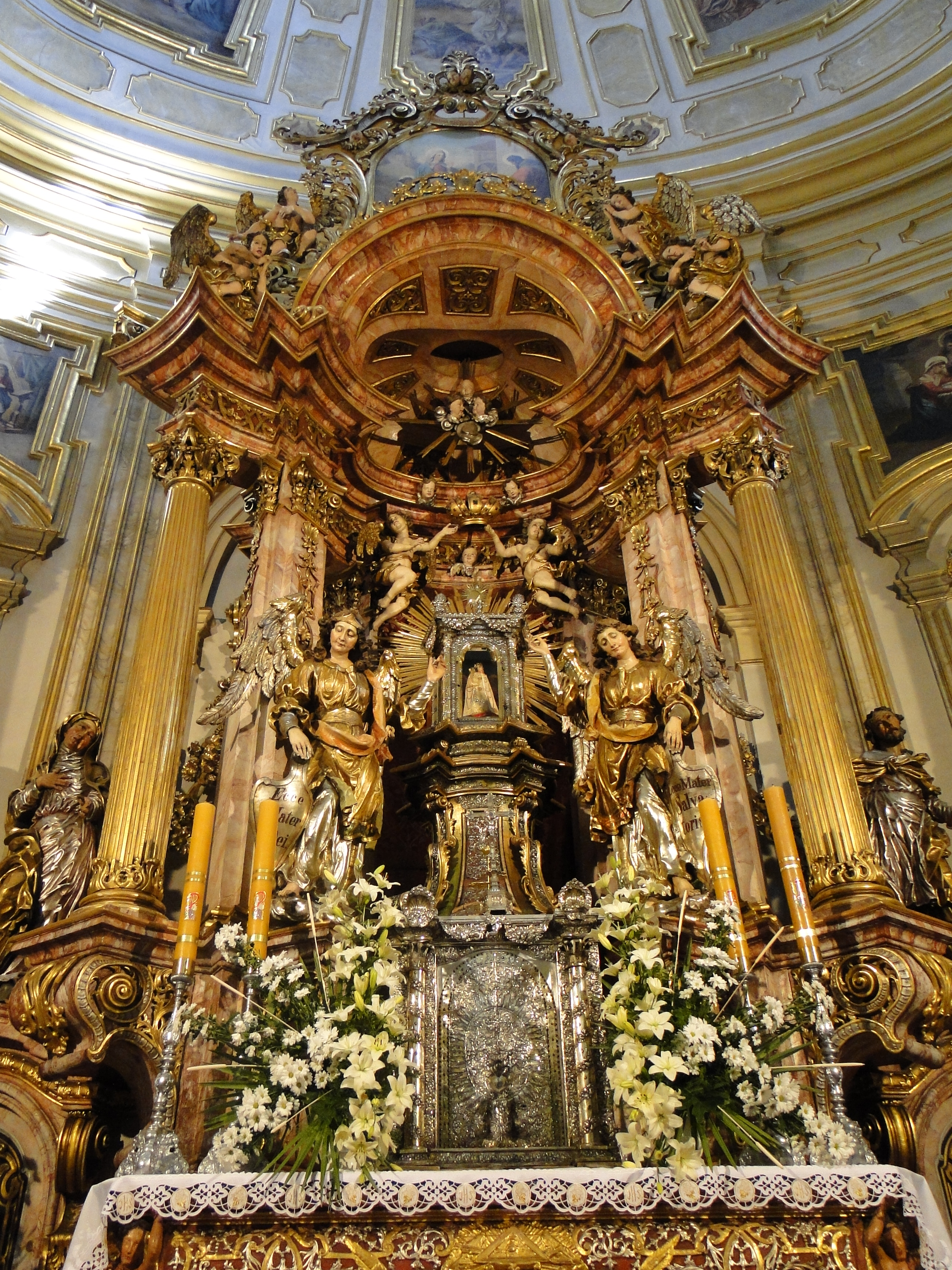
Le maître-autel.

Le chœur est séparé de la nef par une grille. Le maître-autel est créé par Karl Sebastian Flacker. Au centre, il y a une sculpture de Vierge à l’Enfant, qui est adorée par deux anges. La figure, qui mesure 28 cm, est faite en bois de tilleul et elle date de la fin du XIVe siècle. 
Du côté sud de la nef, il se trouve une chaire baroque, créée en 1723 par Flacker. Elle constitue une illustration de l’hymne du Magnificat. La figure de Saint-Esprit la couronne. Au-dessous, il y a une image de Madone entourée d'anges. Sur le baldaquin sont assises les personnifications des continents : d’Europe, d’Amérique, d’Asie et d’Afrique. Sur le corps, il y a les sculptures des quatre Évangélistes. Dans les niches du chœur, il y a des autels de XIXe siècle. En regardant de l’est, ce sont respectivement les autels dédiés à saint Jean Népomucène, saint Valentin, sainte Anne, saint Joseph et saint Antoine. Au-dessus de la porte, on peut voir les peintures de sainte Edwige de Silésie, sainte Odile, sainte Apolline, saint Jean Sarkander, saint François Xavier et saint Charles Borromée.

### liens externes
- Site officiel
- Ressource relative à la religion :   - GCatholic.org